# Vicência
Vicência là một đô thị thuộc bang Pernambuco, Brasil. Đô thị này có diện tích 250,37 km², dân số năm 2007 là 27151 người, mật độ 108,44 người/km².